# Arii protejate din Republica Moldova

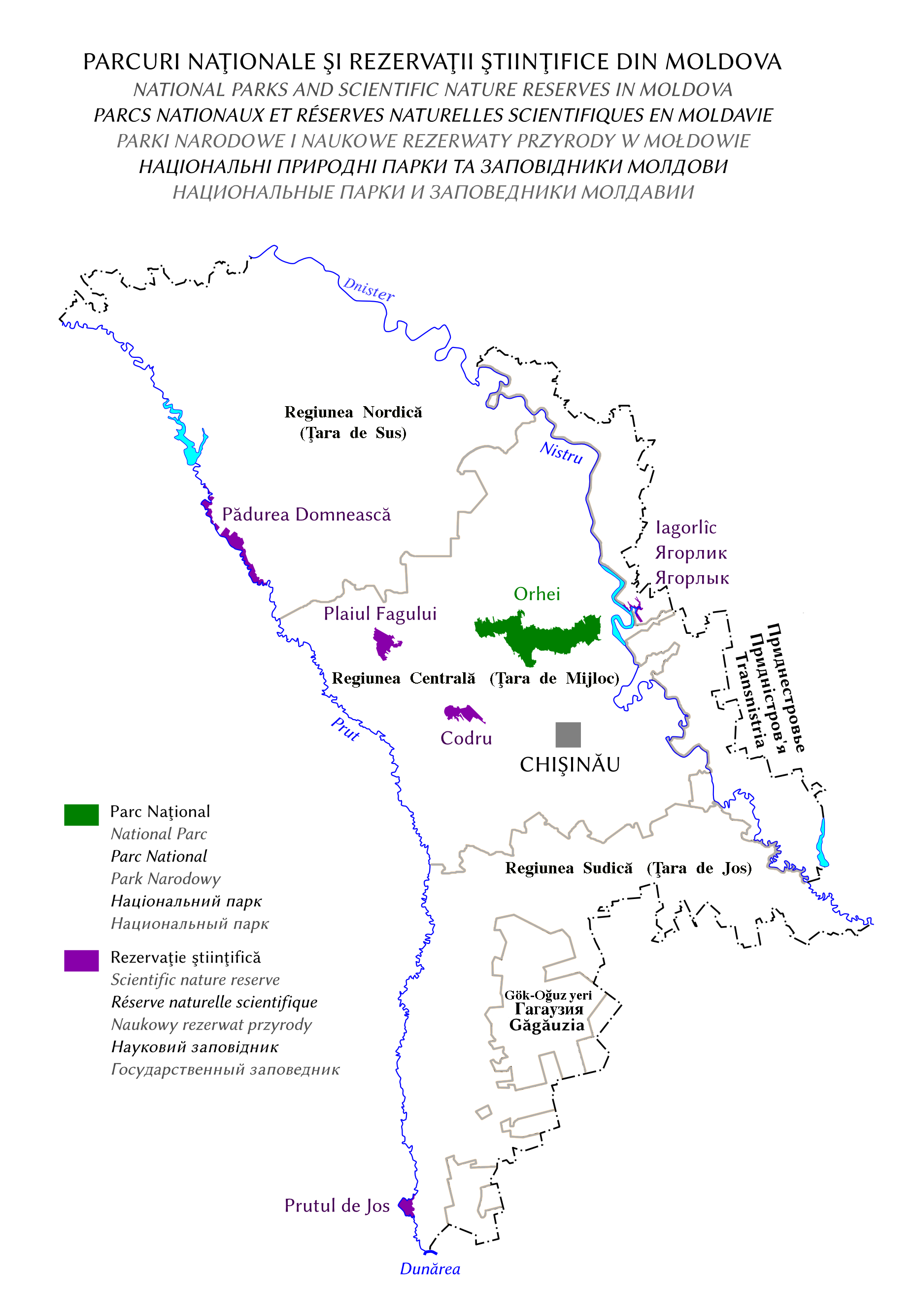
Parcul național Orhei și rezervațiile științifice din R. Moldova

În Republica Moldova sunt 313 arii protejate, 158 amplasamente de arbori seculari (în total 429 arbori) și 472 specii rare de floră și faună (în adaos: 9 familii și 3 ordine). Suprafața totală a ariilor protejate se ridică la peste 150.000 ha. Cadrul legal de protecție îl reprezintă Legea nr. 1538 din 25.02.1998 privind fondul ariilor naturale protejate de stat.
| Clasificarea ariilor protejate de stat  | Clasificarea ariilor protejate de stat        | Clasificarea ariilor protejate de stat        | Categorie IUCN | Numărul | Suprafața (ha) |
| --------------------------------------- | --------------------------------------------- | --------------------------------------------- | -------------- | ------- | -------------- |
| Rezervații științifice                  | Rezervații științifice                        | Rezervații științifice                        | I              | 5       | 19.378         |
| Parcuri naționale                       | Parcuri naționale                             | Parcuri naționale                             | II             | 2       | 93.792,11      |
| Monumente ale naturii                   | geologice și paleontologice                   | geologice și paleontologice                   | III            | 86      | 2.862,2        |
| Monumente ale naturii                   | hidrologice                                   | hidrologice                                   | III            | 31      | 99,8           |
| Monumente ale naturii                   | botanice                                      | sectoare reprezentative cu vegetație silvică  | III            | 13      | 125,2          |
| Monumente ale naturii                   | botanice                                      | arbori seculari                               | III            | 158     | -              |
| Monumente ale naturii                   | specii floristice și faunistice rare          | specii floristice și faunistice rare          | III            | 472     | -              |
| Rezervații naturale                     | silvice                                       | silvice                                       | IV             | 51      | 5.001          |
| Rezervații naturale                     | de plante medicinale                          | de plante medicinale                          | IV             | 9       | 2.796          |
| Rezervații naturale                     | mixte                                         | mixte                                         | IV             | 3       | 212            |
| Rezervații peisagistice                 | Rezervații peisagistice                       | Rezervații peisagistice                       | V              | 41      | 34.200         |
| Rezervații de resurse                   | Rezervații de resurse                         | Rezervații de resurse                         | VI             | 13      | 523            |
| Arii cu management multifuncțional      | sectoare reprezentative cu vegetație de stepă | sectoare reprezentative cu vegetație de stepă | VII            | 5       | 148            |
| Arii cu management multifuncțional      | sectoare reprezentative cu vegetație de luncă | sectoare reprezentative cu vegetație de luncă | VII            | 25      | 674,7          |
| Arii cu management multifuncțional      | perdele forestiere de protecție               | perdele forestiere de protecție               | VII            | 2       | 207,7          |
| Grădini dendrologice                    | Grădini dendrologice                          | Grădini dendrologice                          |                | 2       | 104            |
| Monumente de arhitectură peisagistică   | Monumente de arhitectură peisagistică         | Monumente de arhitectură peisagistică         |                | 21      | 304,9          |
| Grădini zoologice                       | Grădini zoologice                             | Grădini zoologice                             |                | 1       | 20             |
| Zone umede de importanță internațională | Zone umede de importanță internațională       | Zone umede de importanță internațională       |                | 3       | 94.705,51      |

1 Parcul Național Nistrul de Jos este concomitent și zonă umedă de importanță internațională; suprafața sa este inclusă la ambele categorii.

## Legături externe
- Materiale media legate de ariile protejate din Republica Moldova la Wikimedia Commons
- Harta ariilor protejate la Wikidata
- Ariile protejate ale Republicii Moldova Moldsilva.md
- Arii protejate, inseco.gov.md